# Club Presidente Hayes

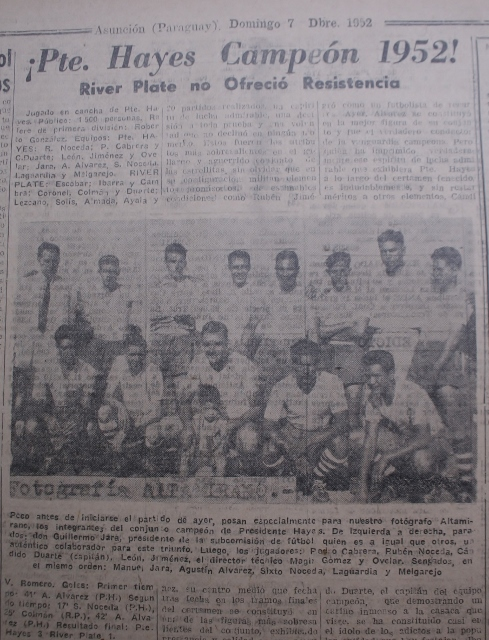
Krantenbericht van het kampioenschap in 1952

Club Presidente Hayes is een Paraguayaanse voetbalclub uit Tacumbú. De club werd opgericht in 1907. De thuiswedstrijden worden in het Estadio Kiko Reyes gespeeld, dat plaats biedt aan 5.000 toeschouwers. De clubkleuren zijn rood-wit.

## Erelijst
Nationaal
- Liga Paraguaya

Winnaar: (1) 1952
- Tweede Divisie

Winnaar: (8) 1911, 1919, 1958, 1967, 1971, 1973, 1974, 1991
- Derde Divisie

Winnaar: (1) 2006

## Bekende (ex-)spelers
- Tomas Guzman